# Karl IV av Anjou
Karl IV av Anjou, född 1446, död 1481, var en fransk adelsman. Han var regerande greve av Gien, Guise, Maine och Mortain mellan 1472 och 1481, och hertig av Anjou samt greve av Provence och Forcalquier 1480–1481. 
Han ärvde sin fars domäner 1472. År 1480 delade han sin brors domäner med sin brorsdotter. Han avled barnlös och testamenterade sina domäner till sin kusin kungen av Frankrike.